# Chemaudin et Vaux
Chemaudin et Vaux ist eine französische Gemeinde mit 2114 Einwohnern (Stand: 1. Januar 2022) im Département Doubs in der Region Bourgogne-Franche-Comté. Sie gehört zum Arrondissement Besançon und ist Mitglied im Gemeindeverband Grand Besançon Métropole.
Die Gemeinde erhielt 2024 die Auszeichnung „Eine Blume“, die vom Conseil national des villes et villages fleuris (CNVVF) im Rahmen des jährlichen Wettbewerbs der blumengeschmückten Städte und Dörfer verliehen wird.
Chemaudin et Vaux entstand als Commune nouvelle mit Wirkung vom 1. Januar 2017 durch die Zusammenlegung der bis dahin selbstständigen Gemeinden Chemaudin und Vaux-les-Prés, die keinen Status als Communes déléguées besitzen. Der Verwaltungssitz befindet sich in Chemaudin.

## Gliederung
| Ortsteil                      | ehemaliger INSEE-Code | Fläche (km²) | Höhenlage (m) | Einwohnerzahl (2014) | Dichte (Einw. je km²) |
| ----------------------------- | --------------------- | ------------ | ------------- | -------------------- | --------------------- |
| Chemaudin (Verwaltungssitz)00 | 25147                 | 7,30         | 233–310       | 1.500                | 205,5                 |
| Vaux-les-Prés                 | 25593                 | 5,14         | 223–304       | .0369                | 071,9                 |

## Geographie
Nachbargemeinden sind Mazerolles-le-Salin im Nordwesten, Champagney im Norden, Champvans-les-Moulins und Serre-les-Sapins im Nordosten, Franois im Osten, Grandfontaine im Süden sowie Dannemarie-sur-Crète und Villers-Buzon im Westen.

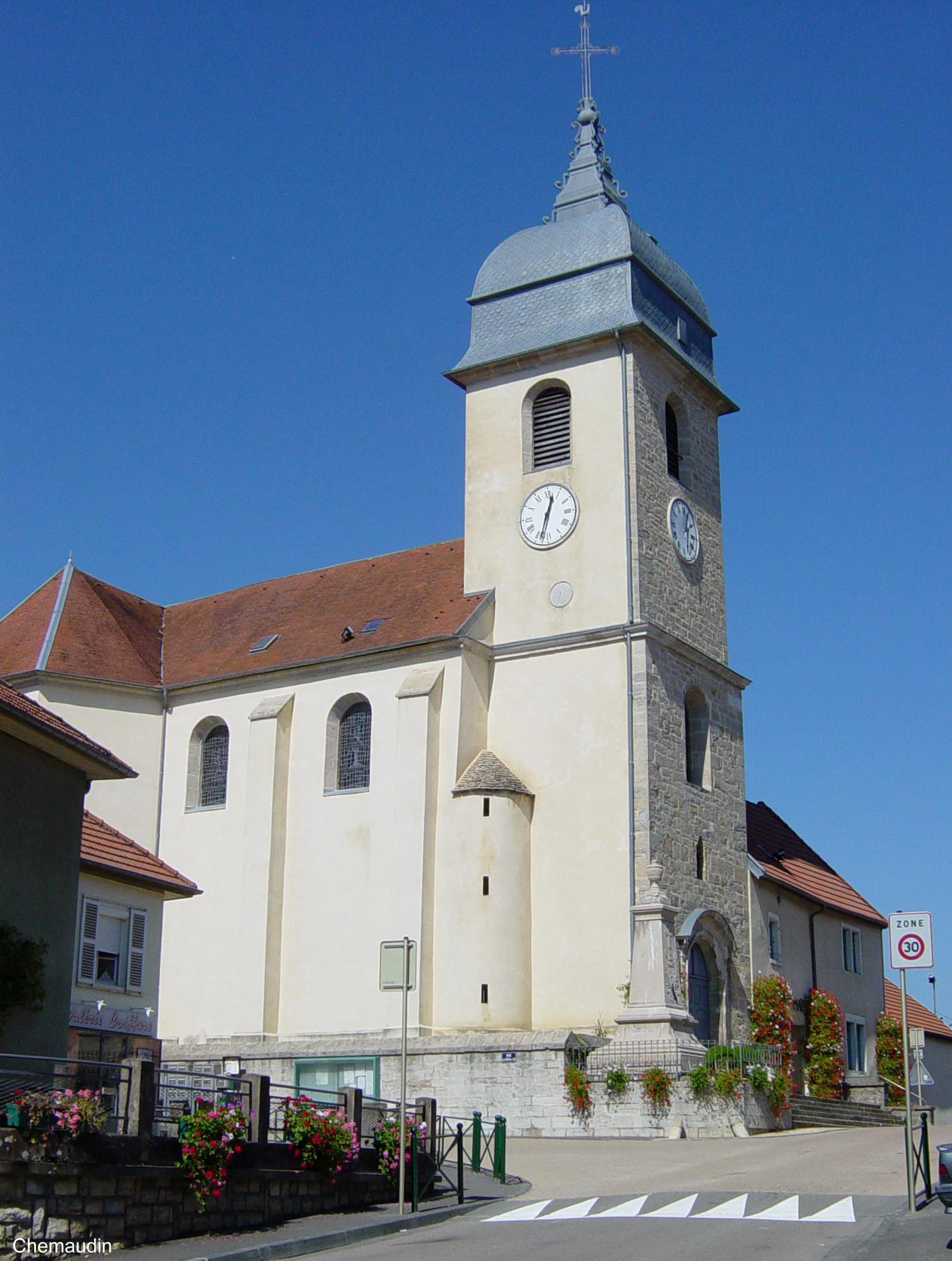
Kirche Saint-Alban in Chemaudin